# Lom Trhůvka
Lom Trhůvka je bývalý lom (nazývaný také Pohádka) a současná chatová osada ležící na území obce Dobroslavice v okrese Opava, u železniční trati Ostrava-Svinov – Opava, u přírodní památky Jilešovice-Děhylov, poblíže řeky Opava. Je veřejně přístupný a na jeho konci se nachází vodopád.

## Historie

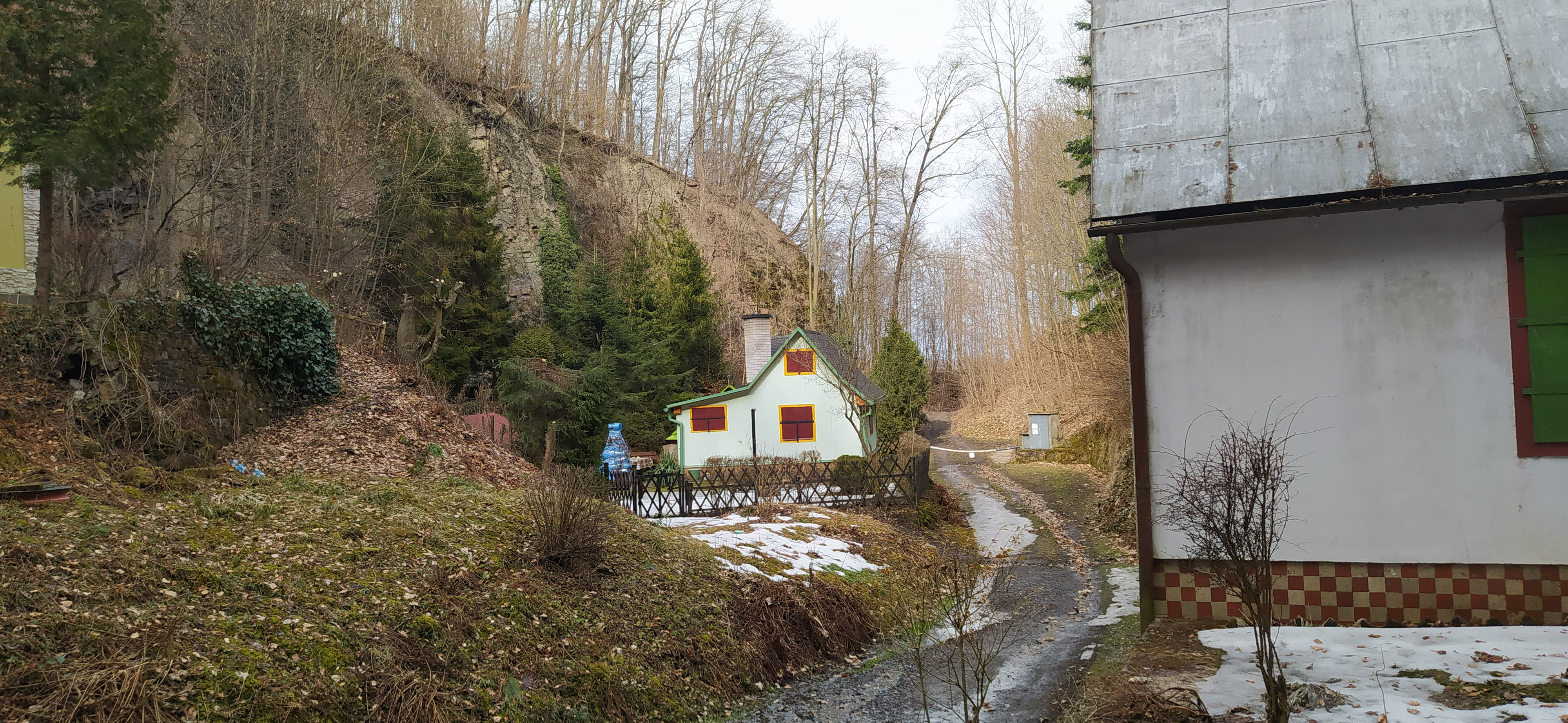
Chatová osada v lomu

Lom Trhůvka vznikl asi v polovině 19. století, za účelem těžby kamene na stavbu železniční trati Ostrava-Svinov – Opava. Název lomu pravděpodobně souvisí se způsobem těžby kamene (trhání, strhávání).

## Geomorfologie
Z geomorfologického hlediska se lom nachází na konci východních výběžků Nízkého Jeseníku, které jsou složeny ze střídavých souborů usazených hornin (drob) z období spodního karbonu. Na konci lomu stéká po skalní lomové stěně z výšky přibližně deseti metrů malý vodopád, který zásobuje lesní studánka. Délka lomu je cca 200 metrů.

## Další informace

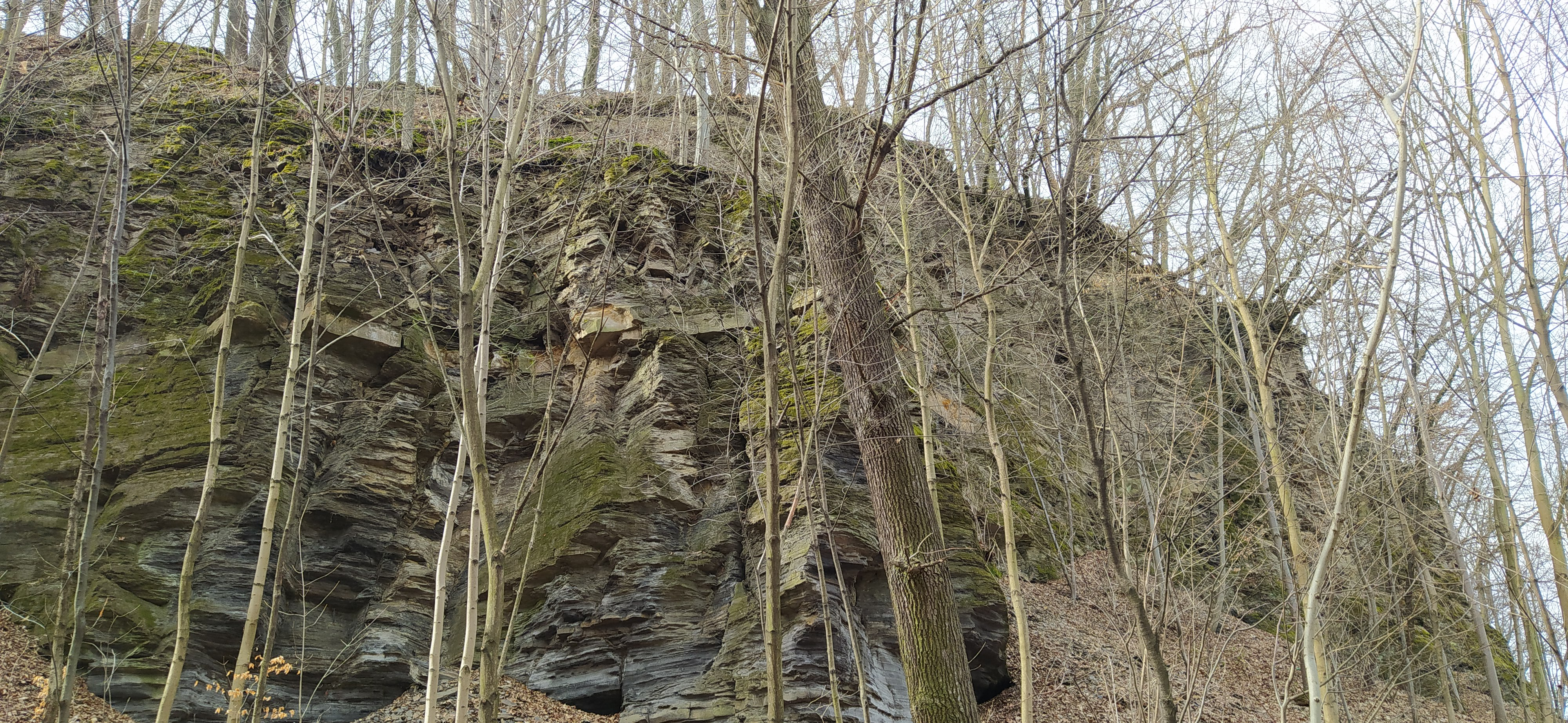
Skály u vstupu do lomu

Přístup je po cestě (ulici) Rybárna ve směru kolmém na železniční trať Ostrava-Svinov – Opava.
Poblíž se nachází Poštovní rybník (součást přírodní památky Jilešovice-Děhylov), Komorový rybník, řeka Opava a Hlučínské jezero (Štěrkovna).
V okolí se nacházejí také další lomy, které jsou hůře přístupné.